# École normale de Dax
Ne doit pas être confondu avec l'école supérieure de Dax.
L'école normale de Dax est un établissement d'enseignement supérieur de type école normale primaire, situé à Dax et destiné à la formation des instituteurs dans le département des Landes. Elle est active de 1834 à 1977.

## Histoire
En 1833, la loi Guizot instaure l'existence des écoles normales primaires. Dans les Landes, l'école normale est ainsi créée dès 1834 dans la sous-préfecture de Dax ; à défaut de locaux mis à disposition par la préfecture de Mont-de-Marsan,, elle s'installe dans le bâtiment des Ignorantins mis à disposition par la commune dacquoise.
En 1859, le rectorat autorise le déménagement de l'école normale dans les locaux du couvent des Ursulines, anciennement occupés par l'école secondaire puis par le collège ecclésiastique. Après des travaux d'aménagement de 1860 à 1865 dirigés par l’architecte Victor Sanguinet, l'installation est effective en 1866. L’école normale partage alors les locaux avec l'école des frères de la doctrine chrétienne.
Le transfert de l'école normale en dehors de Dax est évoqué à plusieurs reprises. Vers 1884-1886, alors que le conseil municipal de Mont-de-Marsan offre une subvention pour son déplacement, celui de Dax engage en réponse des travaux pour l'agrandissement des locaux ; la salubrité de ces derniers était alors remise en cause par un rapport académique. Raphaël Milliès-Lacroix, sénateur-maire de Dax, s'oppose au souhait du préfet d'intégrer la compétence de l'école normale de Dax au sein de celle de Tarbes, dans les Hautes-Pyrénées.
De nouveaux travaux de restauration et d'agrandissement ont lieu en 1894, puis de réparation en 1908 après les incendies voisins des arènes en bois de la place de la Course. En 1934, les travaux d'aménagement de la place de la Fontaine chaude voisine conduisent à des réaménagements structuraux, sous la direction de l'architecte Albert Pomade.
En 1975, les établissements de Dax et de Mont-de-Marsan se rapprochent, le second étant dédié à l'enseignement des institutrices depuis sa création en 1886 : l'école normale de Mont-de-Marsan rassemble ainsi autant les instituteurs que les institutrices, conduisant à la fermeture de celle de Dax. Planifiée pour la rentrée 1975, la fusion définitive ne prend effet qu'à partir de 1977.

Après sa fermeture, le site abrite depuis 2003 l'institut du thermalisme de l'université Bordeaux-II, ; parmi les éléments d'origine de l'école normale, le corps de bâtiment d'entrée subsiste.

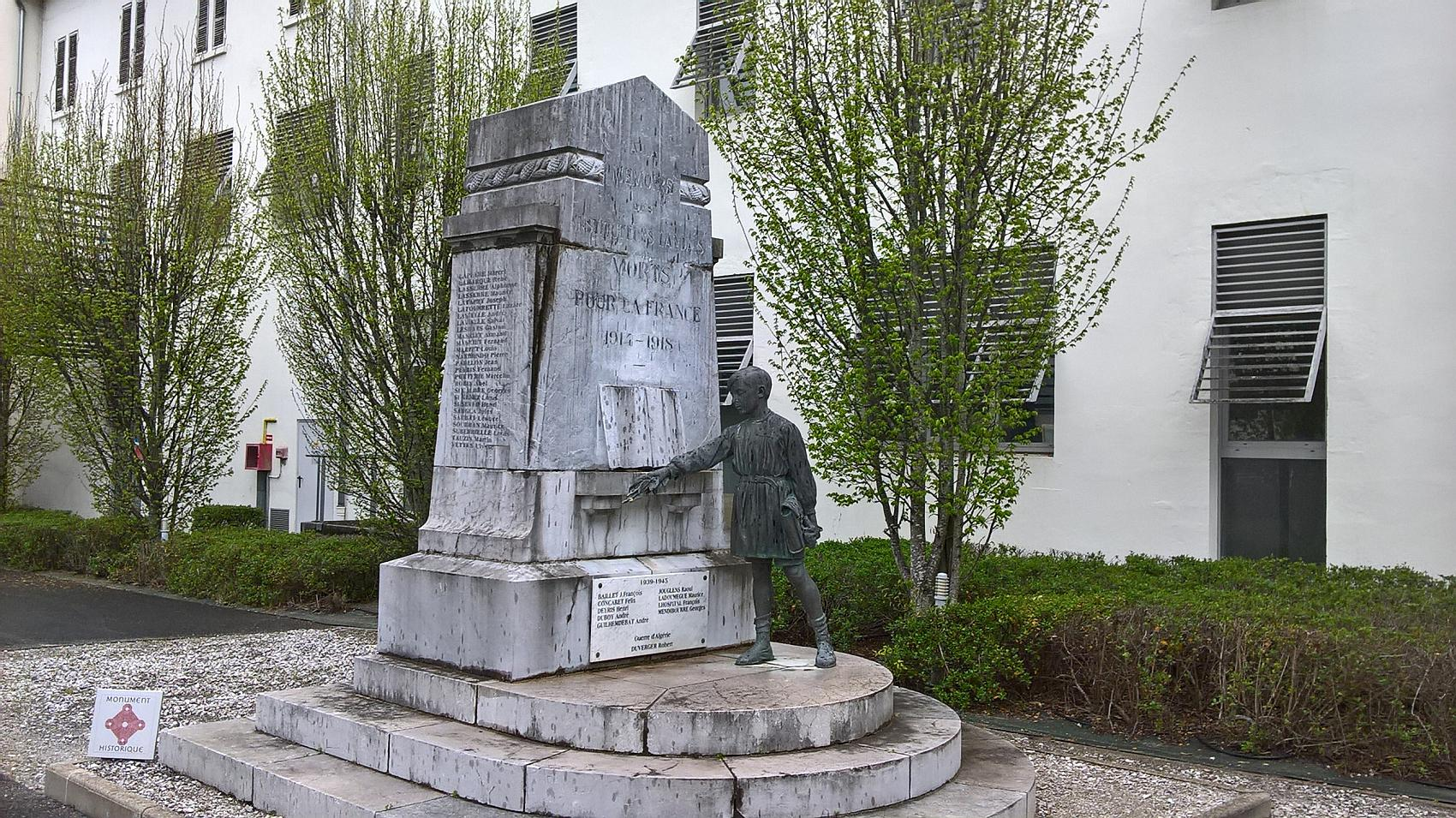
Le monument aux instituteurs landais morts pour la France, dans la cour de l’école normale.

Le 18 février 2015, un arrêté inscrit aux monuments historiques un monument aux morts dédié aux instituteurs landais morts pour la France pendant la Première Guerre mondiale situé dans la cour de l’ancienne école normale, œuvre de l’architecte Albert Pomade et du sculpteur Ernest Gabard,.

## Section sportive

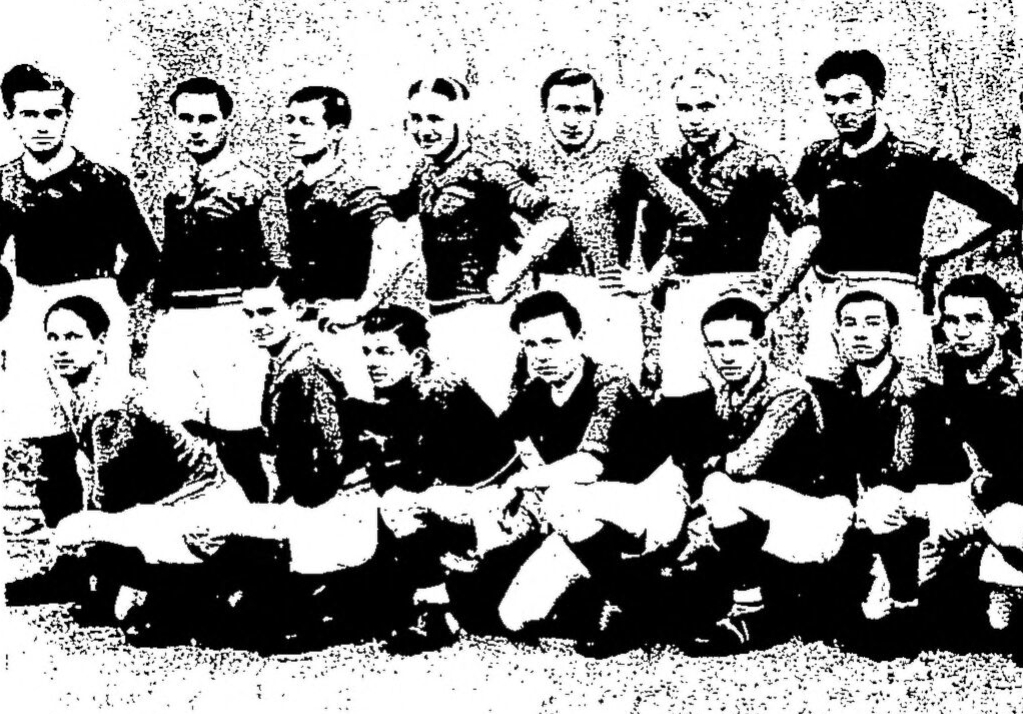
L'équipe de rugby à XV de l'école normale de Dax, en 1931.jpg

Les élèves de l'école normale de Dax pratiquent différentes disciplines sportives sous le nom des « Martinets ».
Ils évoluent sous des maillots de couleur rouge.

## Personnalités liées

### Enseignants
- Émile Daru (1877-1965),  journaliste, écrivain, historien et instituteur.

### Étudiants
- Loÿs Labèque (1869-1941), poète et voyageur.
- Jean-Pierre Dufau (né en 1943), professeur des collèges et homme politique.
- Jean-Pierre Lux (1946-2020), joueur international de rugby à XV.